# Astrothrips
Astrothrips (лат.) — род трипсов из семейства Thripidae (Thysanoptera).

## Распространение
Представители этого рода встречаются по всей территории Палеотропиков, от Западной Африки до Северной Австралии, Японии и южного Китая.

## Описание
Мелкие насекомые с четырьмя бахромчатыми крыльями. Самка макроптерная. Голова шире длины; сильно сетчатая, выступает перед глазами, глазничная область приподнята; заднеглазничные волоски скрыты сетчатостью, затылочный гребень отсутствует, щеки сужены в основании; нижнечелюстные пальпы 2-сегментные. Антенны 5-7-сегментные, сегмент I без парных дорсо-апикальных волосков; III с одним простым сенсорным конусом, IV с двумя простыми конусами. Пронотум сильно сетчатый, без длинных волосков. Мезонотум целый, сетчатый, переднемедианные кампановидные сенсиллы отсутствуют. Метанотум сильно сетчатый с треугольником, срединные волоски близко к заднему краю, кампановидные сенсиллы присутствуют. Передние бахромчатые реснички переднего крыла длиннее костальных волосков; первая и вторая жилки с почти полными рядами волосков; клавус с четырьмя жилковыми, но без дискальных волосков; заднемаргинальные бахромчатые реснички волнистые. Ноги сильно сетчатые, лапки 1-сегментные. Тергиты с целым краспедумом; тергит II переднелатерально с группой крепких изогнутых микротрихий; III—VIII сетчатые латерально, с поперечной скульптурой антеромедиально; VIII задний край без гребня; IX без передней пары кампановидных сенсилл; X срединная щель полная. Стерниты с целым краспедумом, II—VII с тремя парами постеромаргинальных волосков, стернит VII с двумя маленькими дополнительными волосками. Самцы сходны с самками, но меньше; сенсорные конусы на усиковых сегментах III и IV иногда отличаются от самок, стерниты с U- или V-образными поровыми пластинками или без поровых пластинок. Виды этого рода питаются и размножаются на листьях многих видов растений, иногда вызывая повреждения зрелых листьев.

## Классификация
В подсемействе Panchaetothripinae род Astrothrips — один из семи родов, у которых второй брюшной тергит имеет парные переднелатеральные участки с сильными, рельефными микротрихиями. Эти семь родов были отнесены к отдельной трибе Tryphactothripini или даже семейству (Bhatti, 2006), но анализ Mound et al. (2001) не подтвердил такую классификацию.
- Astrothrips asiaticus (Bhatti, 1967)

- Astrothrips aucubae Kurosawa, 1932

- Astrothrips aureolus Stannard & Mitri, 1962

- Astrothrips bhattii Mound, 1970

- Astrothrips chisinliaoensis Chen, 1980

- Astrothrips glanduculus Li, Mound, Xie & Zhang, 2021[2]

- Astrothrips globiceps (Karny, 1913)

- Astrothrips lantana Bhatti, 1967

- Astrothrips parvilimbus Stannard & Mitri, 1962

- Astrothrips roboris Bagnall, 1919

- Astrothrips stannardi Bhatti, 1967

- Astrothrips strasseni Kudo, 1979

- Astrothrips tumiceps Karny, 1923